# Rostpanzerwels
Der Rostpanzerwels (Osteogaster rabauti, Synonym: Corydoras rabauti) ist ein Panzer- und Schwielenwels aus der Gattung Osteogaster. Er kommt im Gebiet des oberen Amazonas (oberhalb der Stadt Manaus Rio Solimões) und des Rio Negro Einzugsgebietes in Brasilien, Kolumbien und Peru vor.

## Merkmale
Der Rostpanzerwels erreicht eine maximale Standardlänge von 5 cm. In seiner Erstbeschreibung zählte La Monte 1 Stachelstrahl und 8 Weichstrahlen in der abgerundeten Rückenflosse und 1 Stachelstrahl und 6 Weichstrahlen in der Afterflosse. Die Schwanzflosse ist weit gegabelt, der untere Flossenlappen etwas abgerundet.

## Etymologie und Typenfundort
Der Artzusatz rabauti bezieht sich auf den Naturkundler und Sammler der Art Auguste Rabaut, auch und mehr bekannt als Entdecker des Neonsalmler. Die 3 lebenden und 7 präparierten Exemplare die La Monte erstbeschrieb sicherte er sich „mit freundlicher Unterstützung“ des New York Aquarium. Die Tiere waren Teil einer Sammlung von Rabaut aus einem Nebenfluss des Amazonas dessen Name Rabaut nicht kannte. Als Typenfundort gilt damit „ein Zufluss des Amazonas, 7 Tage mit dem Boot westlich von Manaus und 4 weitere Tagesreisen mit dem Boot nach Norden Richtung Kolumbianische Grenze“.

## Aquarienhaltung
Der friedfertige Schwarmfisch wird von vielen Liebhabern wegen seiner bisweilen sehr intensiven rotbraunen Färbung für eine der schönsten Panzerwelsarten gehalten. Bis die endgültige Färbung erreicht ist, wechseln die Jungtiere ihr Jugendkleid. Wie die meisten Panzerwelse hält er sich bevorzugt in den unteren Gewässerregionen auf, benötigt aber als Darmatmer freien Zugang zur Wasseroberfläche. Soweit er in Gefangenschaft gehalten wird, sollte das Aquarium daher nicht mit einer geschlossenen Schwimmpflanzendecke versehen sein. Darüber hinaus liebt der Rostpanzerwels weiche, sandige Bodenstellen, in denen er mit seinen Barteln durchwühlen und nach Nahrung absuchen kann. Auch sollte er, wenn er in Aquarien gehalten wird, hinlängliche Versteckmöglichkeiten finden.